# NGC 3035
NGC 3035 is een balkspiraalstelsel in het sterrenbeeld Sextant. Het hemelobject werd op 8 maart 1880 ontdekt door de Franse astronoom Édouard Jean-Marie Stephan.

## Synoniemen
- MCG -1-25-52
- IRAS 09494-0635
- PGC 28415